# Soudage laser
Pour des articles plus généraux, voir Soudage et Liste des procédés de soudage.
 (janvier 2024).
La mise en forme du texte ne suit pas les recommandations de Wikipédia : il faut le « wikifier ».
Les points d'amélioration suivants sont les cas les plus fréquents. Le détail des points à revoir est peut-être précisé sur la page de discussion.
- Les titres sont pré-formatés par le logiciel. Ils ne sont ni en capitales, ni en gras.
- Le texte ne doit pas être écrit en capitales (les noms de famille non plus), ni en gras, ni en italique, ni en « petit »…
- Le gras n'est utilisé que pour surligner le titre de l'article dans l'introduction, une seule fois.
- L'italique est rarement utilisé : mots en langue étrangère, titres d'œuvres, noms de bateaux, etc.
- Les citations ne sont pas en italique mais en corps de texte normal. Elles sont entourées par des guillemets français : « et ».
- Les listes à puces sont à éviter, des paragraphes rédigés étant largement préférés. Les tableaux sont à réserver à la présentation de données structurées (résultats, etc.).
- Les appels de note de bas de page (petits chiffres en exposant, introduits par l'outil «  Source ») sont à placer entre la fin de phrase et le point final[comme ça].
- Les liens internes (vers d'autres articles de Wikipédia) sont à choisir avec parcimonie. Créez des liens vers des articles approfondissant le sujet. Les termes génériques sans rapport avec le sujet sont à éviter, ainsi que les répétitions de liens vers un même terme.
- Les liens externes sont à placer uniquement dans une section « Liens externes », à la fin de l'article. Ces liens sont à choisir avec parcimonie suivant les règles définies. Si un lien sert de source à l'article, son insertion dans le texte est à faire par les notes de bas de page.
- La présentation des références doit suivre les conventions bibliographiques. Il est recommandé d'utiliser les modèles {{Ouvrage}}, {{Chapitre}}, {{Article}}, {{Lien web}} et/ou {{Bibliographie}}. Le mode d'édition visuel peut mettre en forme automatiquement les références.
- Insérer une infobox (cadre d'informations à droite) n'est pas obligatoire pour parachever la mise en page.

Pour une aide détaillée, merci de consulter Aide:Wikification.
Si vous pensez que ces points ont été résolus, vous pouvez retirer ce bandeau et améliorer la mise en forme d'un autre article.

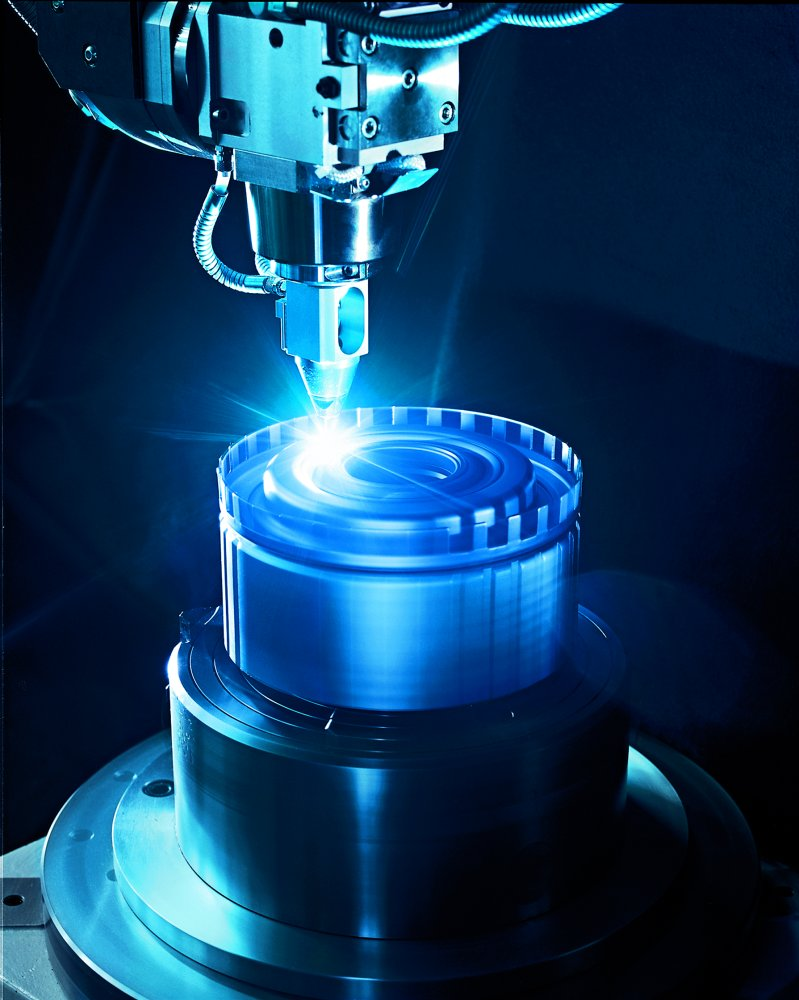
Photo d'un soudage laser, en 2006.

Le soudage laser (en anglais : Laser Beam Welding, abrégé en LBW) est une technique de soudage qui permet d'assembler plusieurs pièces de métal à l'aide d'un laser. Le faisceau est une source de chaleur extrêmement concentrée qui permet des soudures étroites, profondes et à une cadence rapide. Cette technique est souvent utilisée dans le cas de gros volumes de production comme l'industrie automobile.

## Principe

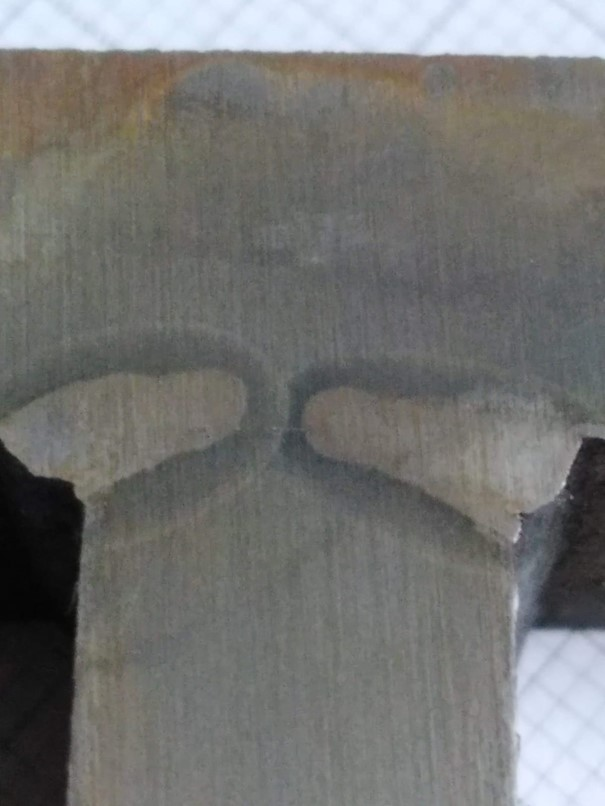
Coupe macro pour le contrôle de la profondeur de soudure.

Le soudage laser utilise un faisceau laser comme source d'énergie ; il fait partie des procédés de soudage par faisceau qui contient également le soudage par faisceau d'électrons.
Le soudage laser présente une très forte densité de puissance, de l'ordre du mégawatt par centimètre carré (MW/cm2), ce qui permet de n'avoir qu'une faible zone altérée par la chaleur tout en disposant d'une grande quantité de chaleur associée à une vitesse de refroidissement importante. Le diamètre du faisceau laser varie de 0,2 mm à 13 mm en sachant que seuls les diamètres les plus faibles sont utilisés pour le soudage. La profondeur de pénétration est proportionnelle à la puissance mise en œuvre et dépend aussi de la position du point focal ; la pénétration est maximale lorsque le point focal se trouve un peu au-dessous de la surface de la pièce à souder.
Selon l'application, on utilise un laser à mode continu ou à mode pulsé. On utilise le mode pulsé avec des impulsions de l'ordre de la milliseconde pour souder des matériaux fins comme des lames de rasoir par exemple. Les lasers en mode continu sont préférés pour les matériaux épais et pour les soudures d'inox de type 316L ou 304L qui sont sensibles à la fissuration à chaud.

## Application
Le soudage laser est un procédé polyvalent permettant le soudage des aciers au carbone, à haute résistance mécanique, inoxydables, et aussi de l'aluminium et du titane. 
La qualité de la soudure est excellente, supérieure à celle du soudage par faisceau d'électrons. La rapidité du soudage dépend de la puissance mise en jeu, mais aussi de la qualité et de l'épaisseur des pièces à souder. Les très hautes puissances accessibles avec les lasers à gaz font qu'ils sont bien adaptés aux gros volumes de production. Le soudage laser est très courant dans l'industrie automobile,. 
Le soudage laser est également utilisé dans l'assemblage des capteurs. En effet, le temps de soudage est très court, la zone affectée thermiquement très faible et donc ce mode d'assemblage permet de ne pas détériorer les composants. 
Dans l'industrie médicale et dans les implants en particulier (pacemakers, stimulateurs, implants du rachis, etc.), c'est l'aspect esthétique de la soudure laser et l'absence d'utilisation de métal d'apport (donc sans modification de la biocompatibilité du matériau initial) qui encouragent le recours à cette technologie.

## Types de lasers
Le laser émet des photons formant le faisceau laser lorsque le milieu amplificateur est excité. Les types de lasers utilisés le plus couramment sont les lasers à solides (surtout les lasers Nd-YAG), les lasers à gaz (surtout les lasers au dioxyde de carbone) et les lasers à fibre.

### Lasers à solide
Les lasers à solides utilisent de nombreux milieux amplificateurs solides, comme le rubis synthétique, le chrome dans l'oxyde d'aluminium (alumine), le néodyme-verre (Nd-verre), et le type le plus courant, un cristal composé de grenat d'yttrium aluminium dopé au néodyme (Nd-YAG).
Les lasers à solide émettent avec des longueurs d'onde de l'ordre du micromètre, donc infrarouges, bien plus courtes que celles des lasers à gaz, et du coup, les opérateurs sont obligés de porter des lunettes spéciales ou de faire usage d'écrans pour éviter tout problème de rétine. Les lasers Nd-YAG peuvent être opérés indifféremment en mode continu ou pulsé alors que les autres types sont limités au mode pulsé.
Le laser original est constitué d'un barreau de cristal d'environ 20 mm de diamètre pour 200 mm de long. Ce barreau est entouré d'un tube flash contenant du xénon ou du krypton. Lorsque le cristal est flashé, il émet un éclair d'environ 2 ms. Des cristaux en forme de disques deviennent de plus en plus courants et le tube flash laisse sa place à des DEL de forte puissance. La puissance de sortie d'un laser à rubis est de 10  à   20 mW, alors que celle d'un laser Nd-YAG peut varier de 0,04  à   6 000 W. Pour « transporter » le faisceau laser jusqu'à la zone de soudage, on utilise habituellement une fibre optique.

### Lasers à gaz
Les lasers à gaz utilisent comme milieux amplificateurs des mélanges de gaz comme l'hélium, l'azote ou le dioxyde de carbone (CO2).
Pour exciter le milieu amplificateur les lasers à gaz utilisent une haute tension à courant faible. Ces lasers peuvent être opérés soit en mode continu, soit en mode pulsé et leur longueur d'onde est de l'ordre de 10 μm. Cette longueur d'onde est absorbée par les fibres optiques et les détruit par échauffement, si bien qu'il faut utiliser des lentilles rigides et des miroirs pour conduire le faisceau du laser au champ de soudage. Les puissances de sortie des lasers à gaz sont très supérieures à celles des lasers à solide et peuvent atteindre 25 kW.

### Lasers à fibre
Un laser à fibre est un type de laser dans lequel le milieu amplificateur est une fibre optique dopée avec des terres rares. Ils sont notamment utilisés pour leur capacité à générer de hautes puissances, avec un faisceau de haute qualité. 
Un avantage des lasers à fibre par rapport aux autres types de lasers est que la lumière laser est à la fois générée et délivrée par un support intrinsèquement flexible, ce qui permet une transmission plus facile vers la cible, ce qui est notamment important pour la découpe laser et le soudage.
Les lasers à fibre sont compacts par rapport aux lasers à solide ou à gaz de puissance comparable, car la fibre peut souvent être pliée et enroulée pour économiser de l'espace. Ils ont aussi un coût de possession relativement faible,. Ils sont assez fiables et stables en présence de températures et aux vibrations élevées, permettant une longue durée de vie. Ils peuvent facilement être utilisés de manière pulsée pour le marquage et la gravure. La puissance supplémentaire et la meilleure qualité du faisceau fournissent alors des bords de coupe plus nets et des vitesses de coupe plus rapides,.

## Avantages du soudage laser par rapport au soudage par faisceau d'électrons
Le faisceau laser peut traverser l'air et ne nécessite pas d'être sous vide, le système peut être facilement robotisé, il n'y a pas de génération de rayons X.

## Limitations
En raison du refroidissement extrêmement rapide, le craquage est un problème important quand on soude des aciers à haute teneur en carbone[réf. souhaitée].

## Soudage laser hybride
Il existe un dérivé du soudage laser, le « soudage laser hybride » qui combine le soudage laser avec la technique du soudage à l'arc comme le soudage MIG-MAG. Cette combinaison permet une grande souplesse de positionnement des pièces car le soudage à l'arc apporte du métal en fusion pour remplir le joint, et l'utilisation du laser augmente la vitesse de travail par rapport à ce qui est possible avec le système à arc seul. La qualité du soudage est aussi améliorée.

## Normes de qualité
Sources,

### NF EN ISO 3834: Exigences de qualité en soudage par fusion desmatériaux métalliques
- NF EN ISO 3834-1: Partie 1 : critères pour la sélection du niveau approprié d'exigences de qualité
- NF EN ISO 3834-2 : Partie 2 : exigences de qualité complète
- NF EN ISO 3834-3 : Partie 3 : exigences de qualité normale
- NF EN ISO 3834-4 : Partie 4 : exigences de qualité élémentaire
- NF EN ISO 3834-5 : Partie 5 : documents auxquels il est nécessaire de se conformer pour déclarer la conformité aux exigences de qualité de l'ISO 3834-2, l'ISO 3834-3 ou l'ISO 3834-4

### NF EN ISO 13919: Assemblages soudés par faisceau d'électrons et par faisceau laser - Exigences et recommandations sur les niveaux de qualité des défauts
- NF EN ISO 13919-1 : Partie 1 : acier, nickel, titane et leurs alliages
- NF EN ISO 13919-2 : Partie 2 : aluminium, magnésium et leurs alliages et cuivre pur

### Normes pour le secteuraéronautiqueetaérospatial
- NF EN 4678 : Série aérospatiale - Assemblages soudés et brasés pour constructions aérospatiales - Assemblages de matériaux métalliques soudés par faisceaux laser - Qualité des assemblages soudés
- NF L06-395 : Industrie aérospatiale - Assemblages soudés et brasés pour constructions aérospatiales - Assemblages de matériaux métalliques soudés par faisceaux laser - Qualité des assemblages soudés
- (en)ECSS-Q-ST-70-39C : Soudage de matériaux métalliques pour matériel volant[14]

### Normes pour lesmodes opératoires
- NF EN ISO 15614-11 : Descriptif et qualification d'un mode opératoire de soudage pour les matériaux métalliques - Épreuve de qualification d'un mode opératoire - Partie 11 : soudage par faisceau d'électrons et par faisceau laser
- NF EN ISO 15609-4 : Descriptif et qualification d'un mode opératoire de soudage pour les matériaux métalliques - Descriptif d'un mode opératoire de soudage - Partie 4 : soudage par faisceau laser

### Normes pour le personnel en soudage
- NF EN ISO 14732 : Personnel en soudage - Épreuve de qualification des opérateurs soudeurs et des régleurs en soudage pour le soudage mécanisé et le soudage automatique des matériaux métalliques
- (en)ISO 24394 : Soudage pour applications aéronautiques - Test de qualification pour soudeurs et opérateurs soudeurs - Soudage par fusion de composants métalliques.